# Alessandro Pagani
Alessandro Pagani SMM (ur. 3 stycznia 1937 w Torre Boldone di Bergamo) – włoski duchowny rzymskokatolicki posługujący w Malawi, w latach 2007-2013 biskup Mangochi.

## Życiorys
Święcenia kapłańskie przyjął 13 marca 1965 w zgromadzeniu montfortian. Przez kilka lat pracował w rodzinnym kraju, zaś w latach 1969-1997 był proboszczem montfortiańskich parafii w Malawi i Zambii. W 1998 został przełożonym afrykańskiej prowincji zakonu, zaś w 2001 został zastępcą koordynatora włoskich misji zakonnych na terenie Malawi.
3 kwietnia 2007 został prekonizowany biskupem Mangochi. Sakrę biskupią otrzymał 26 maja 2007. 6 grudnia 2013 przeszedł na emeryturę.